# Bab al-Salam

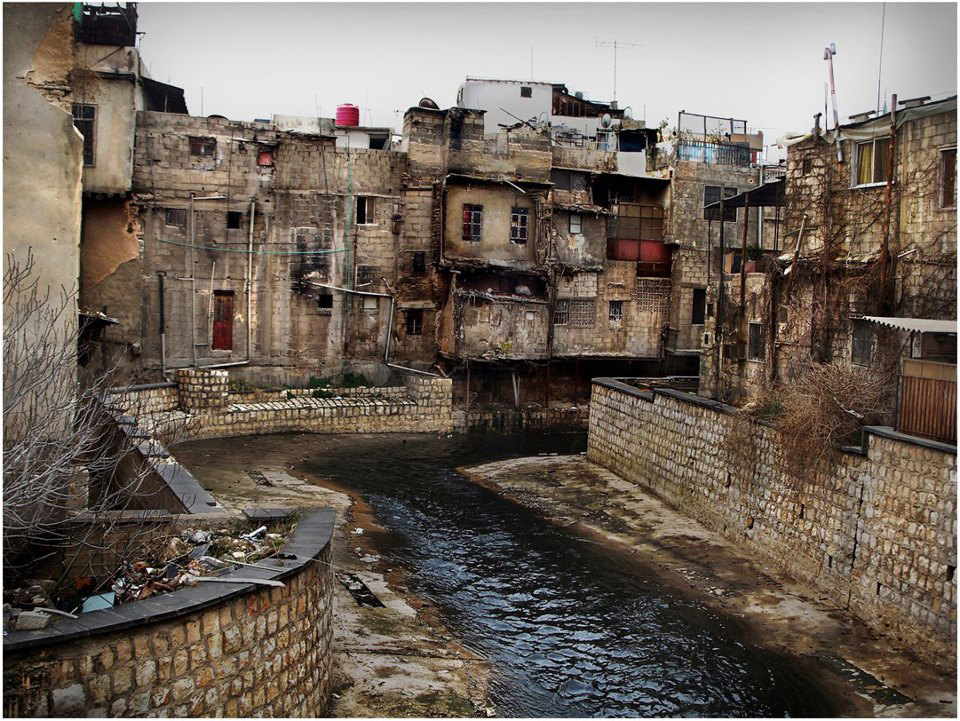
La rivière Barada, dans le quartier de Bab Al-Salam dans la vieille ville de Damas.

La Porte de la Paix (Bab al-Salam) est l'une des huit portes de la vieille ville de Damas, capitale de la Syrie. Elle donne à l'est de la vieille ville. Les remparts ayant été construits à l'époque romaine, ils ont été reconstruits sous l'émir Noredin en 1164.